# Municipio Chapa de Mota
Koordinaten: 19° 49′ N, 99° 32′ W
Chapa de Mota ist ein Municipio im mexikanischen Bundesstaat México. Das Municipio hatte beim Zensus 2010 27.551 Einwohner, die Fläche beläuft sich auf 293,1 km². Der Sitz der Gemeinde ist das gleichnamige Chapa de Mota, die größten Orte des Municipios hingegen sind San Felipe Coamango, San Juan Tuxtepec und Dongu.

## Geographie
Chapa de Mota liegt im Nordwesten des Bundesstaates Mexiko, etwa 40 km nordwestlich von Mexiko-Stadt.
Das Municipio Chapa de Mora grenzt an die Municipios Jilotepec, Timilpan, Villa del Carbón und Morelos sowie an den Bundesstaat Hidalgo.